# Saab Automobile
A Saab Automobile (stilizálva: SAAB) egy svéd autógyártó cég volt, amelyet 1945-ben alapítottak, és 2012-ben szűnt meg. Több tulajdonosa is volt, köztük az amerikai General Motors és a holland Spyker. A svéd Trollhättanben volt a központja.

## Története
A cég anyavállalata, a Svenska Aeroplan AB, vagyis SAAB, repülőgépgyártó cég volt, és csak 1949-től kezdtek autókat gyártani. 1969-ben egyesült a Scaniával, így a teherautó-gyártó társaság a Saab leányvállalata lett. 1989-ben a General Motors (GM) 50%-os tulajdonrészt vett a cégben, majd 2000-ben teljes egészében a birtokukba került. Ebben az időben született meg a márka két leghíresebb típusa: a Saab 9-3 és a Saab 9-5. (A Saab 9-2X és 9-7X típusok viszont kudarcnak számítottak.) 2010-ben a sportkocsikat gyártó holland cég, a Spyker vette meg a svéd márkát. Ekkor sokan elkezdtek félni és aggódni a Saabok jövőjéért, az is szóba került, hogy megszűnhet a cég. 2011-ben csődbe ment a Saab, 2012-ben pedig meg is szűnt. Utódja egy elektromos autókat gyártó vállalat, a NEVS (National Electric Vehicle Sweden) lett.